# Japanische Botschaft Montevideo

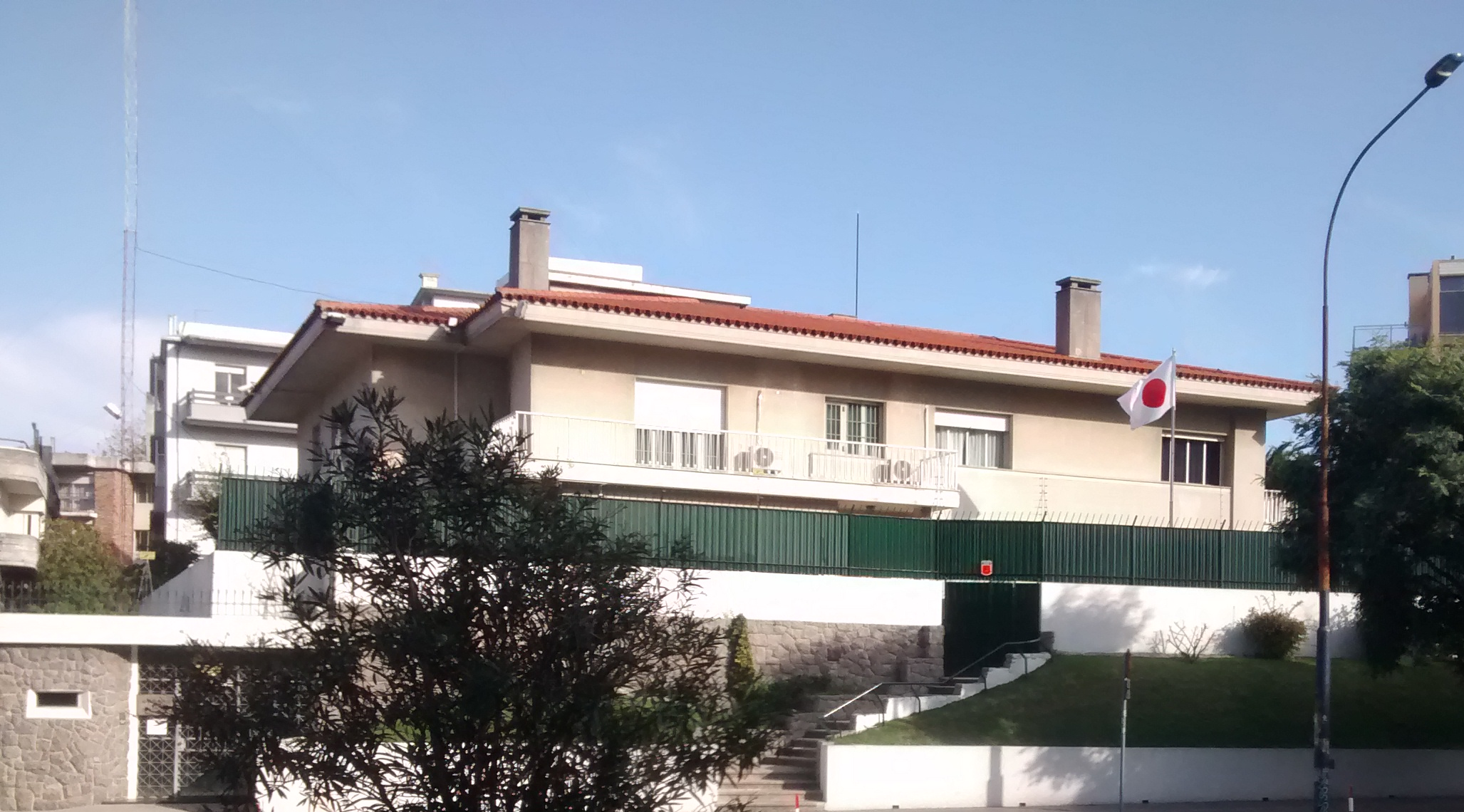
Gebäude der japanischen Botschaft in Montevideo

Die Japanische Botschaft Montevideo (spanisch Embajada del Japón en el Uruguay, jap. 在ウルグアイ日本国大使館, Zai-Uruguai Nihon-koku taishikan)  ist die diplomatische Vertretung Japans in Uruguay.
Das Botschaftsgebäude befindet sich in der uruguayischen Landeshauptstadt Montevideo im dortigen Stadtviertel Parque Rodó und liegt dort am Bulevar Artigas 953. Die Residenz der Botschaft befindet sich dagegen im Barrio Carrasco. Botschafter ist seit 22. Februar 2010 Kenichi Sakuma.

## Außenpolitische Beziehungen
Bilaterale Beziehungen zwischen den beiden Ländern bestehen bereits seit dem 24. September 1921. Ab diesem Datum übernahm der Botschafter Japans in Argentinien auch das Amt in Uruguay. Am 10. Mai 1940 wurde sodann erstmals ein Handelsabkommen zwischen Japan und Uruguay geschlossen. Nachdem die diplomatischen Beziehungen beider Länder nach Beginn des Zweiten Weltkrieges abbrachen, nahm man diese erneut am 2. Dezember 1952 auf.

## Offizielle Staatsbesuche Japans in Uruguay
Im September 2008 besuchte zuletzt mit der Prinzessin Takamado ein Mitglied des japanischen Kaiserhauses Uruguay.
Staatsbesuche seit 1984 fanden statt:
- 1984: Stellvertretender Außenminister Kitagawa
- 1985: Sondergesandter Yasuda
- 1986: Außenminister Kuranari
- März 1990: Sondergesandter Kumagai
- Juni 1992: Premierminister Takeshita
- März 1995: Außerordentlicher Botschafter Ito
- Juli 1996: Stellvertretender Außenminister Ogawa
- März 2000: Sondergesandter Tani
- August 2001: Stellvertretender Außenminister Uetake
- November 2003: Prinzessin Sayako
- Juli 2004: Regierungsvertreter Arima
- Dezember 2004: Stellvertretender Außenminister Onodera
- März 2005: Sondergesandter Kawamura
- September 2008: Prinzessin Takamado
- Februar 2009: Stellvertretender Außenminister Nishimura

## Offizielle Staatsbesuche Uruguays in Japan
Im Gegenzug datiert der letzte Staatsbesuch eines uruguayischen Vertreters aus dem Dezember 2010, als der ehemalige Präsident Tabaré Vázquez dort zu Gast war.
Weitere uruguayische Staatsbesuche seit 1989:
- September 1989: Präsident Julio María Sanguinetti, Erster offizieller Staatsbesuch eines uruguayischen Präsidenten in Japan.
- November 1989: Wirtschafts- und Finanzminister Servino
- November 1990: Präsident des Obersten Gerichtshofs Tomasino
- Juli 1991: Wirtschafts- und Finanzminister Braga und Industrie-, Energie- und Bergbauminister Montes de Oca
- Oktober 1992: Außenminister Gross Espiel
- September 1993: Außenminister Abreu
- April 1994: Industrie-, Energie- und Bergbauminister Ache
- Juli 1995: Landwirtschafts- und Fischereiminister Sr.Gasparri
- Januar 1997: Außenminister Ramos
- Oktober 1997: Außenminister Ramos
- Juni 1998: Präsident Julio María Sanguinetti
- Februar 1999: Außenminister Didier Opertti als Präsident der Generalversammlung der Vereinten Nationen
- April 2001: Präsident Jorge Batlle (erster überregionaler Staatsbesuch nach der Amtsübernahme)
- Juli 2004: Tourismusminister Juan Pedro Bordabelly
- April 2005: Wirtschafts- und Finanzminister Cr.Astori
- November 2006: Industrie-, Energie- und Bergbauminister Lepra
- Februar 2008: Finanz- und Wirtschaftsstaatssekretär Dr.Bergara
- Februar 2009: Delegation um den Präsidenten der Abgeordnetenkammer Alberto Perdomo
- Dezember 2010: Präsident Vázquez